# Prova edometrica
In geotecnica, per prova edometrica si intende un procedimento per determinare la comprimibilità di un particolare tipo di terreno attraverso una compressione meccanica senza deformazione laterale. Si tratta di un tipo di prova molto utilizzato, a causa della semplicità delle apparecchiature richieste e delle procedure operative.
La prova standard viene eseguita incrementando geometricamente un carico assiale (per esempio secondo la progressione 25 kN/m², 50 kN/m², 100 kN/m², 200 kN/m², 400 kN/m², 800 kN/m², 1600 kN/m²) mantenendo ciascun livello di carico per un tempo sufficiente a completare il fenomeno idraulico della consolidazione (per esempio 24 ore).

## Procedura
Il campione indisturbato  è posto in un anello metallico, in modo da impedirgli ogni movimento laterale, mentre sulle facce superiore ed inferiore sono poste delle pietre porose che permettono il drenaggio dell'acqua (solo in direzione verticale). Il campione viene caricato verticalmente e si misurano i cedimenti nel tempo a carico costante. Quando il cedimento è sostanzialmente completato (di solito dopo 24 ore), si aumenta la pressione e si misurano i nuovi cedimenti nel tempo con il nuovo carico. Il procedimento viene ripetuto per tutto il campo di pressioni che si deve studiare. Se si verificano abbassamenti rilevanti tra l'ottava e la ventiquattresima ora d'attesa, è conveniente prolungare il periodo di osservazione a 48 ore.
Di solito si utilizzano provini di forma cilindrica, con diametro di 5-8 cm e altezza maggiore di 19 mm. Il rapporto fra diametro e spessore è generalmente compreso tra 3 e 4; questo permette un drenaggio più rapido, riduce al minimo l'effetto dell'attrito tra le pareti laterali del provino, e di conseguenza si ritiene rappresenti al meglio la situazione reale, in cui la larghezza è molto maggiore dell'altezza.
Lo scarico viene gradualmente eseguito con un numero di decrementi pari a metà di quello degli incrementi di carico (per esempio 1600, 400, 100, 25).